# Saint-Rémy-sur-Avre
Saint-Rémy-sur-Avre és un municipi francès, situat al departament de l'Eure i Loir i a la regió de Centre – Vall del Loira. L'any 2007 tenia 3.650 habitants.

## Demografia

### Població
El 2007 la població de fet de Saint-Rémy-sur-Avre era de 3.650 persones. Hi havia 1.436 famílies, de les quals 384 eren unipersonals (153 homes vivint sols i 231 dones vivint soles), 447 parelles sense fills, 504 parelles amb fills i 101 famílies monoparentals amb fills.
La població ha evolucionat segons el següent gràfic:
Habitants censats

### Habitatges
El 2007 hi havia 1.624 habitatges, 1.461 eren l'habitatge principal de la família, 79 eren segones residències i 84 estaven desocupats. 1.287 eren cases i 291 eren apartaments. Dels 1.461 habitatges principals, 904 estaven ocupats pels seus propietaris, 528 estaven llogats i ocupats pels llogaters i 28 estaven cedits a títol gratuït; 38 tenien una cambra, 122 en tenien dues, 330 en tenien tres, 479 en tenien quatre i 492 en tenien cinc o més. 1.041 habitatges disposaven pel capbaix d'una plaça de pàrquing. A 677 habitatges hi havia un automòbil i a 591 n'hi havia dos o més.

### Piràmide de població
La piràmide de població per edats i sexe el 2009 era:
| Homes | Edats   | Dones |
| ----- | ------- | ----- |
| 8     | 95 o +  | 0     |
| 4     | 90 a 94 | 8     |
| 8     | 85 a 89 | 32    |
| 24    | 80 a 84 | 40    |
| 52    | 75 a 79 | 40    |
| 60    | 70 a 74 | 80    |
| 68    | 65 a 69 | 60    |
| 88    | 60 a 64 | 104   |
| 56    | 55 a 59 | 104   |
| 132   | 50 a 54 | 88    |
| 156   | 45 a 49 | 152   |
| 128   | 40 a 44 | 132   |
| 116   | 35 a 39 | 152   |
| 132   | 30 a 34 | 128   |
| 112   | 25 a 29 | 144   |
| 116   | 20 a 24 | 52    |
| 124   | 15 a 19 | 144   |
| 148   | 10 a 14 | 128   |
| 92    | 5 a 9   | 112   |
| 80    | 0 a 4   | 116   |

## Economia
El 2007 la població en edat de treballar era de 2.409 persones, 1.739 eren actives i 670 eren inactives. De les 1.739 persones actives 1.505 estaven ocupades (849 homes i 656 dones) i 235 estaven aturades (92 homes i 143 dones). De les 670 persones inactives 221 estaven jubilades, 180 estaven estudiant i 269 estaven classificades com a «altres inactius».

### Ingressos
El 2009 a Saint-Rémy-sur-Avre hi havia 1.425 unitats fiscals que integraven 3.614,5 persones, la mediana anual d'ingressos fiscals per persona era de 17.289 €.

### Activitats econòmiques
Dels 108 establiments que hi havia el 2007, 2 eren d'empreses extractives, 2 d'empreses alimentàries, 2 d'empreses de fabricació de material elèctric, 10 d'empreses de fabricació d'altres productes industrials, 14 d'empreses de construcció, 30 d'empreses de comerç i reparació d'automòbils, 5 d'empreses de transport, 7 d'empreses d'hostatgeria i restauració, 3 d'empreses d'informació i comunicació, 3 d'empreses financeres, 4 d'empreses immobiliàries, 5 d'empreses de serveis, 14 d'entitats de l'administració pública i 7 d'empreses classificades com a «altres activitats de serveis».
Dels 33 establiments de servei als particulars que hi havia el 2009, 1 era una gendarmeria, 1 oficina de correu, 1 una oficina bancària, 1 funerària, 4 tallers de reparació d'automòbils i de material agrícola, 1 taller d'inspecció tècnica de vehicles, 1 autoescola, 4 paletes, 2 guixaires pintors, 3 fusteries, 3 lampisteries, 4 perruqueries, 4 restaurants, 1 agència immobiliària, 1 tintoreria i 1 saló de bellesa.
Dels 10 establiments comercials que hi havia el 2009, 2 eren supermercats, 2 fleques, 1 una fleca, 1 una peixateria, 1 un drogueria i 3 floristeries.
L'any 2000 a Saint-Rémy-sur-Avre hi havia 3 explotacions agrícoles.

## Equipaments sanitaris i escolars
El 2009 hi havia 2 farmàcies i 2 ambulàncies.
El 2009 hi havia 1 escola maternal i 2 escoles elementals.

## Poblacions més properes
El següent diagrama mostra les poblacions més properes.